# سد ماماراسين
سد ماماراسين Mamasin هو سد يوجد بتركيا وقد بدأ الخدمة سنة 1962. تم تطوير المشروع من قبل الهيئة التركية للأعمال الهيدروليكية. وهو قريب من نهر أوليورماك